# Kathedrale St. Sebastian (Magdeburg)

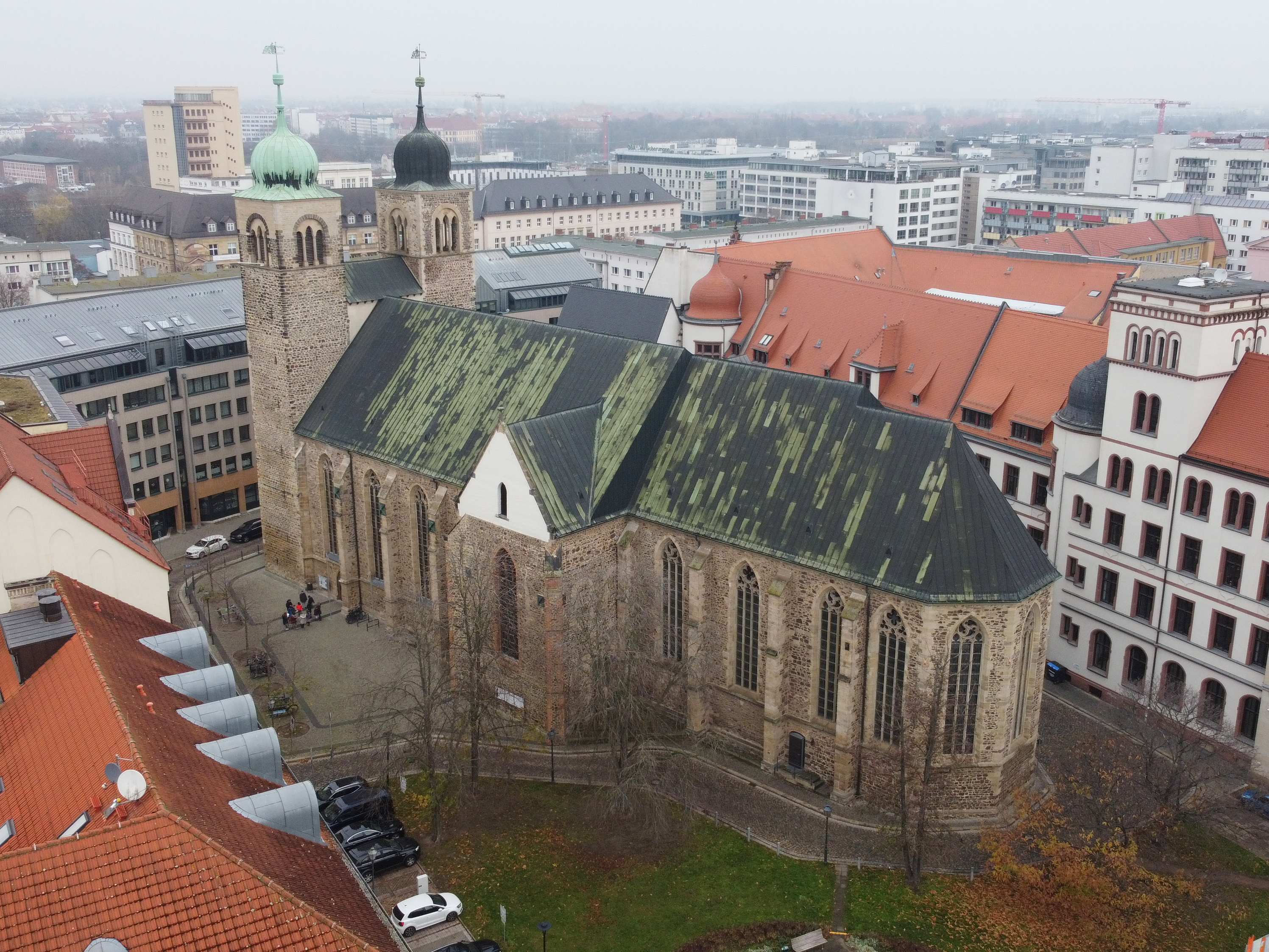
St. Sebastian

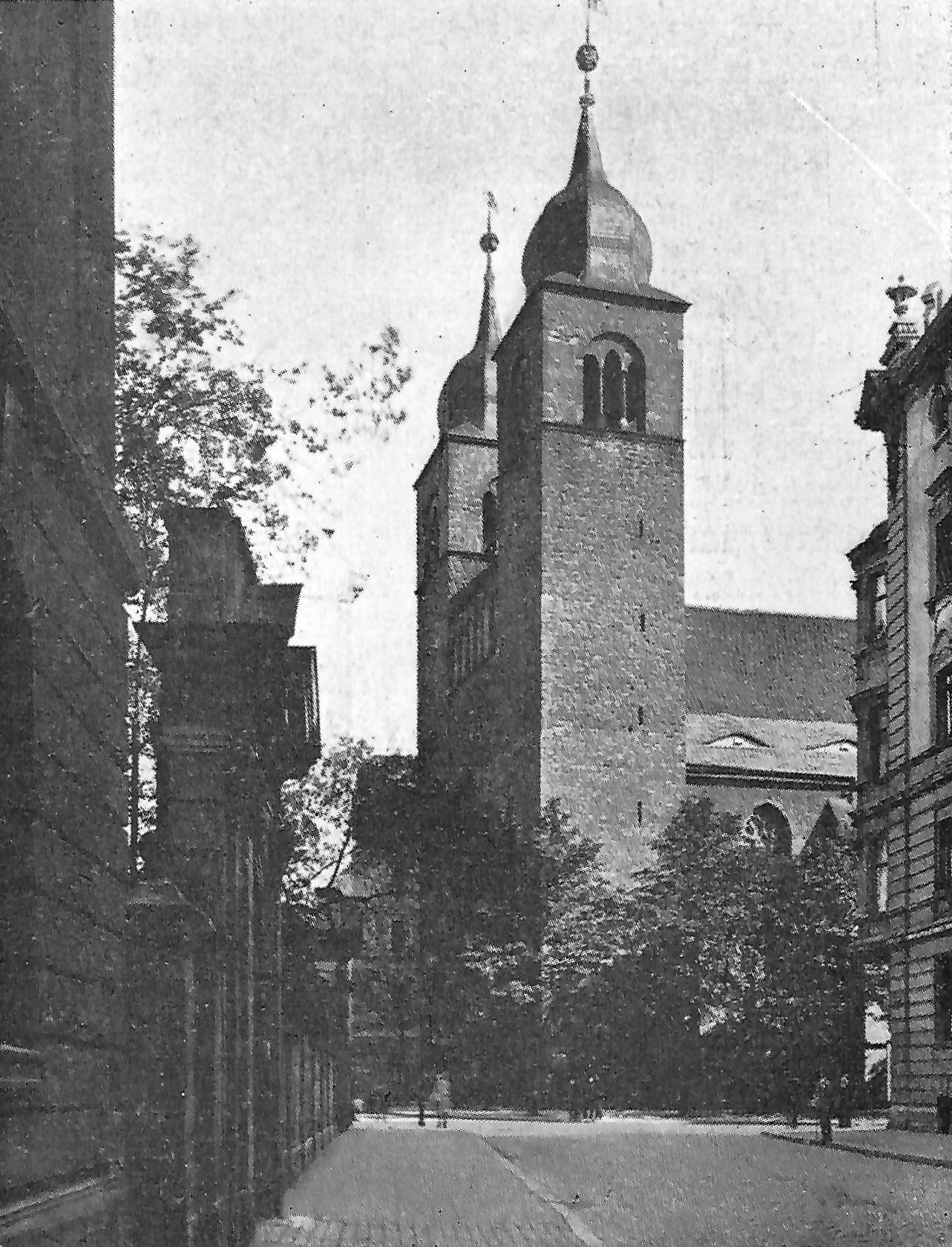
Blick von Süden in den 1920er Jahren

Die Kathedrale St. Sebastian (vollständig Kathedral- und Propsteikirche St. Sebastian) in Magdeburg ist die römisch-katholische Propsteikirche der Stadt Magdeburg und Kathedralkirche des Bistums Magdeburg. Sie ist Teil der Straße der Romanik.
Patron der Kirche ist Sebastian.

## Baugeschichte

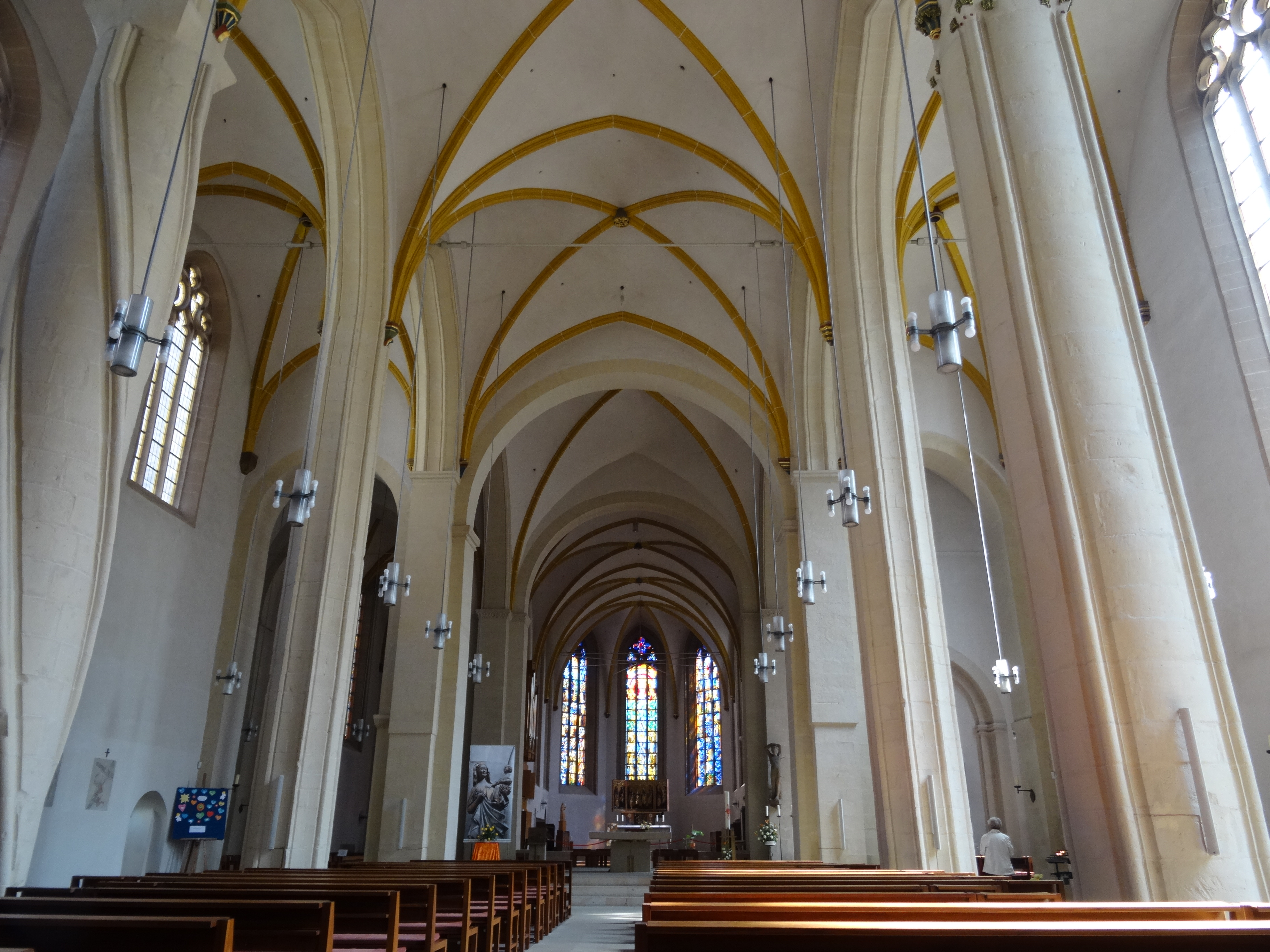
Mittelschiff

### Gründung
Die Grundsteinlegung erfolgte um 1015 durch Erzbischof Gero, der nach seinem Tod 1022 in der Kirche beigesetzt wurde. Die Gründung erfolgte als Kollegiatstift. Neben dem heiligen Sebastian war das Stift ursprünglich auch mit dem Doppelpatrozinium Johannes Evangelist und Fabianus versehen. Nach der Erlangung einer Kopfreliquie des heiligen Sebastian verloren die anderen Patrone an Bedeutung. Anlässlich des Heranrückens des Heers von Heinrich IV. wurde die Reliquie entlang der Grenze des Erzbistums Magdeburg getragen. In späteren Jahren fand jeweils am 20. Januar eine Prozession mit der Reliquie vom Dom zur Sebastianskirche statt. Nach mehreren baulichen Erweiterungen brannte das romanische Kirchengebäude 1188 und 1207 aus.

### Gotischer Umbau

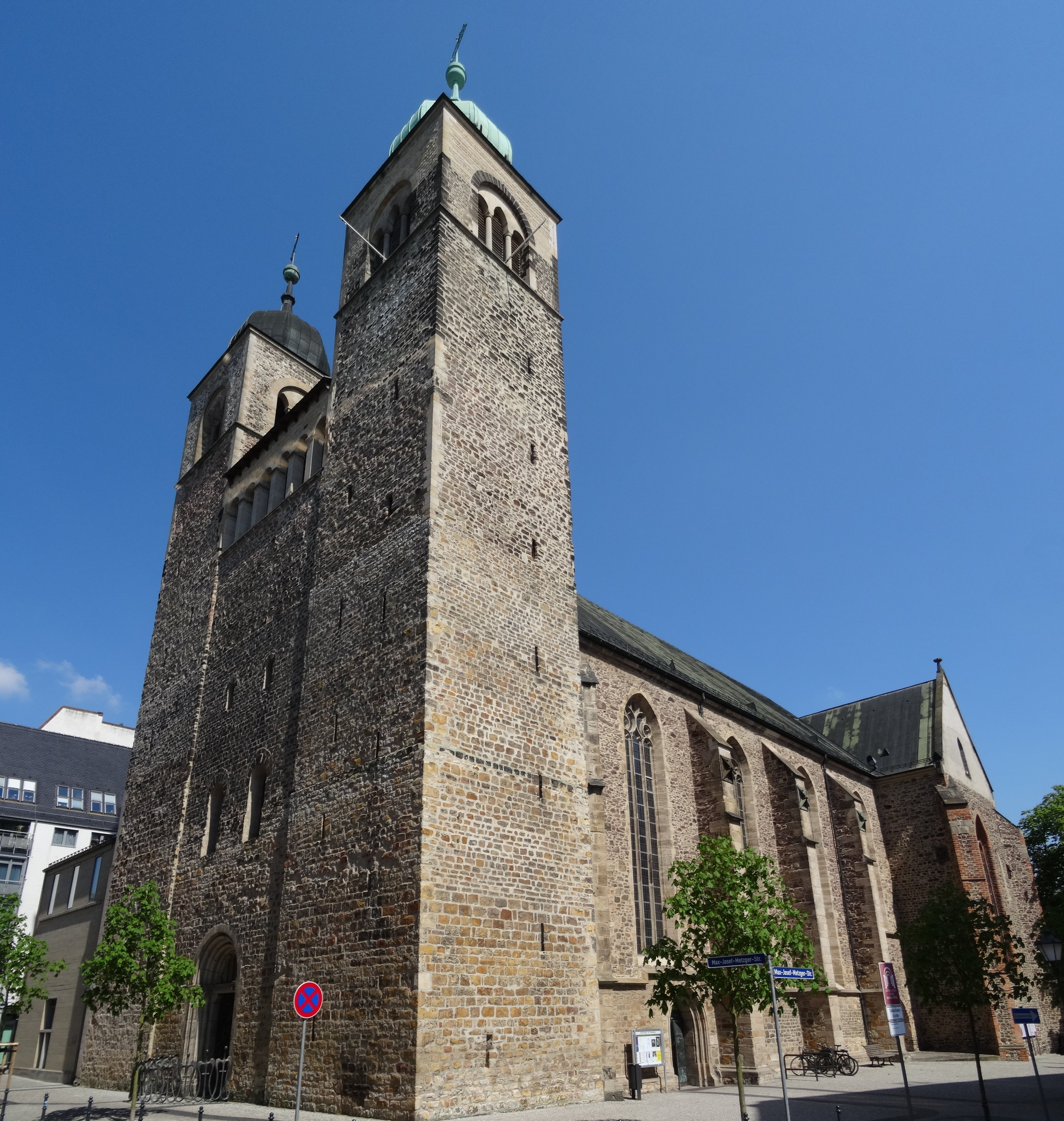
St. Sebastian von Südwest

In der ersten Hälfte des 14. Jahrhunderts wurde die Kirche im Stil der Gotik umgebaut. Der alte, wohl noch aus der Zeit Geros stammende Chor wurde abgerissen und durch einen neuen, größeren ersetzt. Anfang des 15. Jahrhunderts wurde das Langhaus umgestaltet, mit dem Ziel der Errichtung einer spätgotischen Hallenkirche. Der romanische Grundriss wurde beibehalten. Am 17. Mai 1489 wurde die Kirche nach Abschluss der Umbauten durch Erzbischof Ernst neu geweiht.
Während der Belagerung der Stadt Magdeburg durch Moritz von Sachsen im Jahr 1550 wurden zur Verteidigung Kanonen auf den Kirchtürmen aufgestellt.

### Reformation
Im Zuge der Reformation entsagten die Stiftsherren von St. Sebastian 1558 dem katholischen Glauben. St. Sebastian wurde evangelisch. 1573 erfolgte die Umwandlung des Stifts in ein protestantisches Stift. Am ersten Adventssonntag 1573 hielt der Domprediger Siegfried Sack den ersten evangelischen Gottesdienst. Von 1573 bis 1609 hatte Georg Rollenhagen das Amt des Predigers an St. Sebastian inne.

### Zerstörung im Dreißigjährigen Krieg
Bei der Erstürmung Magdeburgs im Dreißigjährigen Krieg am 10. Mai 1631 brannte die Kirche nieder. Noch 1642 wird sie als Ruine geführt. 1663 wurde der Chor wieder errichtet und eine hölzerne Decke in Form eines Gewölbes eingezogen. Erst 61 Jahre nach der Zerstörung fand 1692 der erste Gottesdienst statt. Ein ursprünglich nördlich der Kirche gelegener Kreuzgang verfiel und wurde dann als Friedhof genutzt. Hiervon zeugt die noch bis nach dem Zweiten Weltkrieg vorhandene Straßenbenennung Friedhof.
Auch im Inneren der Kirche fanden Beisetzungen angesehener Bürger statt.

### Nutzung als Magazin
Ab 1756 fanden dann zunächst keine Gottesdienste mehr statt. Die Kirche diente als Magazin. Ende des 18. Jahrhunderts verschwand der Grabstein Geros aus dem Chor. In der französischen Besatzungszeit wurde das Stift 1810 aufgelöst. Das Gebäude diente dem französischen Militär als Feldschmiede und Lager für Bier, Branntwein und Salz. Ab 1823 befand sich die Kirche im Besitz der Stadt Magdeburg und wurde als Wolllager genutzt.

### Erneute religiöse Nutzung
Der Chor der Kirche fand zwischen 1845 und 1854 durch die Deutschkatholiken wieder eine religiöse Nutzung. 1873 wurde St. Sebastian Pfarrkirche der römisch-katholischen Gemeinde. Es erfolgte eine Renovierung und die Errichtung neuer Steingewölbe. 1878 wurde in der Kirche die erste katholische Messe seit der Reformation gefeiert.

### Nach dem Zweiten Weltkrieg
Im Zweiten Weltkrieg, beim Luftangriff auf Magdeburg am 16. Januar 1945, wurde auch die Kirche beschädigt. Bereits 1946 waren die Schäden am Kirchenschiff beseitigt. Da die übrigen innerstädtischen Kirchen stärker zerstört waren, erfolgte zunächst eine gemeinsame Nutzung durch die verschiedenen Konfessionen. Später erfolgte die Instandsetzung der etwa 44 Meter hohen Türme.
Ab 1949 diente St. Sebastian als Bischofskirche des Weihbischofs des Erzbistums Paderborn. In den Jahren von 1953 bis 1959 und 1982 bis 1991 fanden umfangreiche Bauarbeiten, z. B. Verlegen einer Fußbodenheizung, und Restaurierungen statt. Eine Bischofsgruft wurde neu angelegt.
Im Jahr 1994 wurde Magdeburg wieder ein eigenständiges katholisches Bistum. St. Sebastian wurde Kathedrale des neuerrichteten Bistums Magdeburg und Sitz des Magdeburger Kathedralkapitels. Im Jahr 2005 wurden weitere Baumaßnahmen an der Kathedrale beendet.

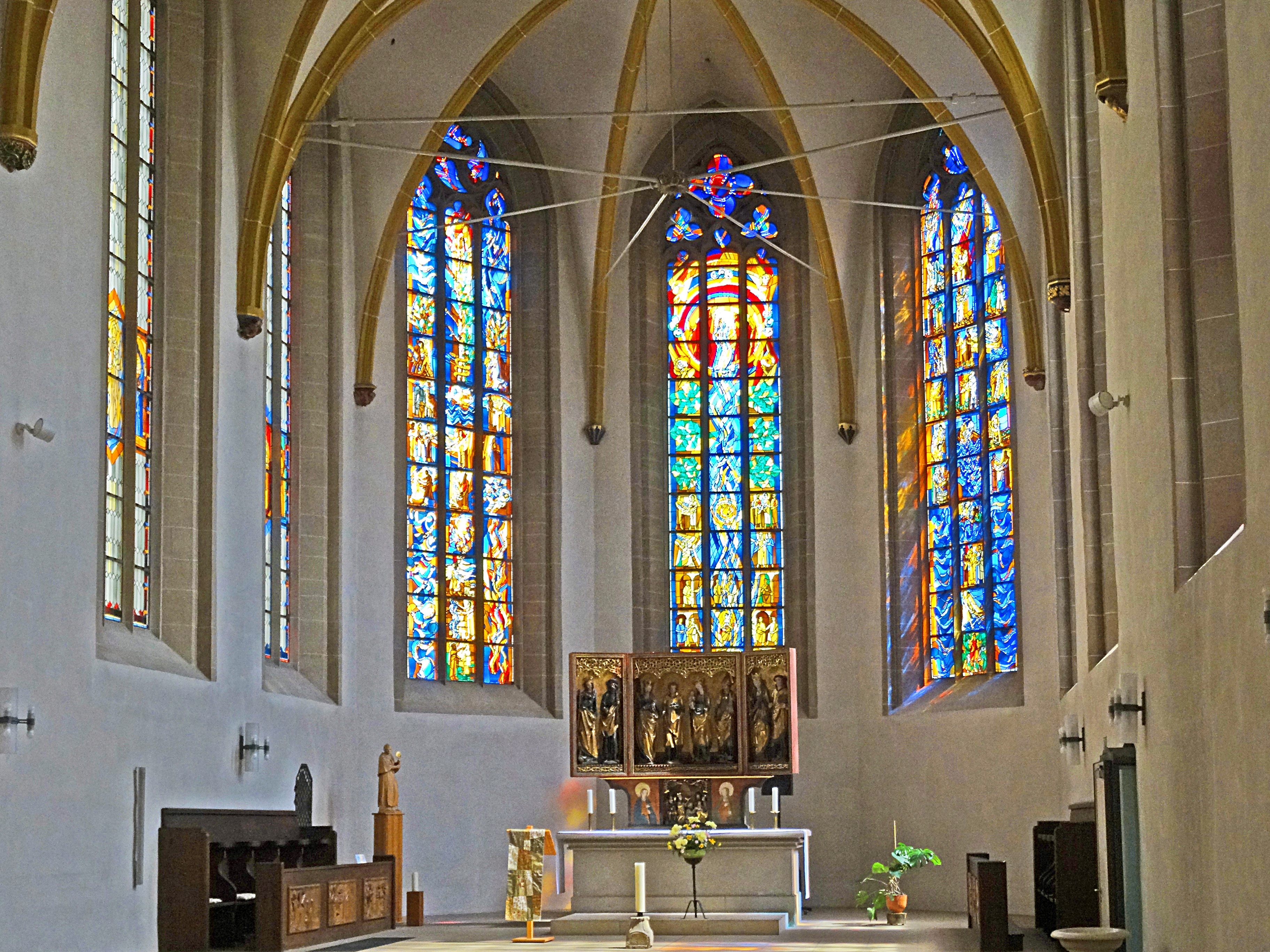
Gotischer Flügelaltar von 1510/20 im Chor

Der Innenraum wurde neu gestaltet, ein überdachter Kreuzgang wurde hinzugefügt sowie ein Sakristeineubau und ein Kapitelfriedhof. Die Altarinsel wurde zum Teil neu gestaltet, es wurde ein neuer Volksaltar errichtet, in diesem befindet sich eine Zahnreliquie des hl. Sebastian, die aus der Schädelreliquie der Wiener Schottenabtei der Benediktiner entstammt und für die Altarweihe entsandt wurde. Bei den Baumaßnahmen wurde ein Jugendraum über der bestehenden Blumensakristei und Beichtkapelle errichtet. 2007 weihte Domkapitular Ulrich Lieb einen Raum im Westportal ein, der dem stillen Gedenken an verstorbene Kinder dient.

## Orgeln

### Hauptorgel
1916 (nach anderen Angaben 1918/19) errichtete die Hausneindorfer Firma Ernst Röver eine dreimanualige Orgel mit 45 Registern auf der Westempore. Diese Orgel konnte auch nach dem Krieg weiter verwendet werden.
1959 erbaute die Firma A. Schuster & Sohn an gleicher Stelle eine Orgel mit 47 Registern, drei Manualen und Pedal sowie einem wenig Bezug zur Werksanordnung aufweisendem, vom Hallenser Künstler Fritz Leweke gestaltetem Freipfeifenprospekt. Schuster nutzte dazu fünf Register der Vorgängerorgel, die ins Pedalwerk eingebaut wurden; sowie deren Kastenladen für Hauptwerk, Oberwerk und Pedal. Die – mit Ausnahme des etwas erhöht liegenden Brustwerkes, für welches Schuster neue Schleifladen baute – alle in einer Ebene liegenden Laden nahmen fast die ganze Grundfläche des Turmzwischenbaus ein. Die Orgel hat elektropneumatische Spiel- und Registertrakturen, die Disposition ist von der Orgelbewegung beeinflusst.
Die gehäuselose Orgel war für Verschmutzung (herabfallender Putz, Vogelkot) anfällig. Nachdem das Hauptwerk unspielbar geworden war, wurde sie Ende der 1980er Jahre durch Erwin Lägel, einem für Fa. Schuster im Großraum Magdeburg tätigen Orgelbauer, wieder zur vollen Spielbarkeit zurückgeführt. Dennoch verschlechterte ihr Zustand sich. Sie erklang am 30. August 2001 zum letzten Mal und wurde an die Heilig-Geist-Kirchengemeinde in Dębica, wo sie nach einer gründlichen Aufarbeitung weiter genutzt wird, verkauft.
| I Hauptwerk C–g3 |                 |        |
| 01.              | Prinzipal       | 16′    |
| 02.              | Prinzipal       | 08′    |
| 03.              | Gemshorn        | 08′    |
| 04.              | Rohrflöte       | 08′    |
| 05.              | Oktave          | 04′    |
| 06.              | Blockflöte      | 04′    |
| 07.              | Quinte          | 02 ⁄3′ |
| 08.              | Oktave          | 02′    |
| 09.              | Mixtur 6f       | 02′    |
| 10.              | Kleinmixtur 3f0 | 0 1⁄2′ |
| 11.              | Trompete        | 08′    |
| 12.              | Schalmey        | 04′    |

| II Brustwerk C–g3 |                 |        |
| 13.               | Holzgedackt     | 08′    |
| 14.               | Quintadena      | 08′    |
| 15.               | Prästant        | 04′    |
| 16.               | Rohrflöte       | 04′    |
| 17.               | Waldflöte       | 02′    |
| 18.               | Spitzquinte     | 01 ⁄3′ |
| 19.               | Oktävlein       | 01′    |
| 20.               | Sesquialter 2f0 | 02 ⁄3′ |
| 21.               | Scharff 4f      | 01′    |
| 22.               | Krummhorn       | 08′    |
|                   | Tremulant       |        |

| III Oberwerk C–g3 |                   |         |
| 23.               | Quintade          | 16′     |
| 24.               | Prinzipal         | 08′     |
| 25.               | Lieblich Gedackt0 | 08′     |
| 26.               | Weidenpfeife      | 08′     |
| 27.               | Oktave            | 04′     |
| 28.               | Spitzflöte        | 04′     |
| 29.               | Nachthorn         | 02′     |
| 30.               | Terzflöte         | 01 3⁄5′ |
| 31.               | Rauschpfeife 2f   | 02 ⁄3′  |
| 32.               | Cymbel 3–4f       | 0 1⁄2′  |
| 33.               | Dulzian           | 16′     |
| 34.               | Vox humana        | 08′     |
|                   | Tremulant         |         |

| Pedal C–f1 |                  |         |   |
| 35.        | Prinzipal        | 16′     | R |
| 36.        | Subbaß           | 16′     | R |
| 37.        | Oktavbass        | 08′     | R |
| 38.        | Bassflöte        | 08′     | R |
| 39.        | Oktave           | 04′     |   |
| 40.        | Holzflöte        | 04′     |   |
| 41.        | Nachthorn        | 02′     |   |
| 42.        | Bassaliquote 3f  | 10 2⁄3′ |   |
| 43.        | Rauschpfeife 5f  | 02 ⁄3′  |   |
| 44.        | Posaune          | 16′     | R |
| 45.        | Trompete         | 08′     |   |
| 46.        | Clarine          | 04′     |   |
| 47.        | Singend Cornett0 | 02′     |   |

```
R = Register von Röver
```

- Koppeln: II/I, III/I, III/II, I/P, II/P, III/P
- Spielhilfen: Feste Kombinationen (Pleno, Tutti), drei Freie Kombinationen (Handregister Ab für diese), Zungeneinzelabsteller, Zungen Ab, Mixturen Ab, Manual 16′ Ab

Anmerkungen zur Schuster-Orgel:
1. ↑  Ab D aus Metall und im Prospekt; C und Cis sind aus dem Prinzipal 16' des Pedals entliehen.
2. ↑  Ursprünglich nur Rohrnasat 2 2⁄3′
3. 1 2 3  Aus Holz und offen, bzw. volle Länge
4. ↑  Oboenbauform

Nach einem Umbau der Westempore errichtete die Firma Eule im Jahr 2005 eine neue Orgel auf dieser. Das Instrument (op. 637) wurde maßgeblich in mitteldeutsch-klassischem und mitteldeutsch-romantischem Stil disponiert, ergänzt um einige Register im französisch-symphonischen Stil. Es hat 56 Register auf drei Manualen und Pedal.
Eine neckische Spielerei ist im Rückpositiv installiert: In dessen rechter Seitenwand befindet sich eine Luke. Diese geht beim Ziehen des Registers „Vox strigis“ auf, und eine lebensgroße Nachbildung einer Eule kommt, in Anlehnung an die Erbauer, aus dieser hervor.
| I Rückpositiv C–a3 |                   |         |
| 01.                | Principal         | 08′     |
| 02.                | Bourdon           | 08′     |
| 03.                | Salicional (ab C) | 08′     |
| 04.                | Unda maris (ab A) | 08′     |
| 05.                | Prestant          | 04′     |
| 06.                | Flauto dolce      | 04′     |
| 07.                | Nazard            | 02 ⁄3′  |
| 08.                | Doublette         | 02’     |
| 09.                | Tierce            | 01 3⁄5′ |
| 10.                | Larigot           | 01 ⁄3′  |
| 11.                | Mixtur IV         | 01 ⁄3′  |
| 12.                | Fagott            | 16′     |
| 13.                | Cromorne          | 08′     |
|                    | Tremulant         |         |

| II Hauptwerk C–a3 |                   |        |  |
| 14.               | Praestant         | 16′    |  |
| 15.               | Principal         | 08′    |  |
| 16.               | Flûte harmonique0 | 08′    |  |
| 17.               | Gedackt           | 08′    |  |
| 18.               | Gambe             | 08′    |  |
| 19.               | Octave            | 04′    |  |
| 20.               | Spitzflöte        | 04′    |  |
| 21.               | Quinte            | 02 ⁄3′ |  |
| 22.               | Superoctave       | 02′    |  |
| 23.               | Cornett V (ab f)  | 08′    |  |
| 24.               | Mixtur major IV–V | 02’    |  |
| 25.               | Mixtur minor III  | 01 ⁄3′ |  |
| 26.               | Trompete          | 16′    |  |
| 27.               | Trompete          | 08′    |  |
|                   | Tremulant         |        |  |

| III Schwellwerk C–a3 |                              |         |  |
| 28.                  | Viola d’amour                | 16′     |  |
| 29.                  | Hohlflöte                    | 08′     |  |
| 30.                  | Cor de nuit                  | 08′     |  |
| 31.                  | Fugara                       | 08′     |  |
| 32.                  | Aeoline (ab C)               | 08′     |  |
| 33.                  | Voix céleste (ab G)          | 08′     |  |
| 34.                  | Flûte octaviante             | 04′     |  |
| 35.                  | Viola                        | 04′     |  |
| 36.                  | Nazard harmonique            | 02 ⁄3′  |  |
| 37.                  | Octavin                      | 02′     |  |
| 38.                  | Tierce harmonique            | 01 3⁄5′ |  |
| 39.                  | Piccolo                      | 01′     |  |
| 40.                  | Progressio harmonique III–V0 | 02 ⁄3′  |  |
| 41.                  | Bombarde                     | 16′     |  |
| 42.                  | Trompette harmonique         | 08′     |  |
| 43.                  | Basson-Hautbois              | 08′     |  |
| 44.                  | Voix humaine                 | 08′     |  |
| 45.                  | Clairon harmonique           | 04′     |  |
|                      | Tremulant                    |         |  |

| Pedalwerk C–g1 |             |     |  |
|                | Groß-Pedal  |     |  |
| 46.            | Untersatz0  | 32′ |  |
| 47.            | Violon      | 16′ |  |
| 48.            | Principal   | 16′ |  |
| 49.            | Bassflöte   | 08′ |  |
| 50.            | Posaune     | 16′ |  |
|                | Pleno-Pedal |     |  |
| 51.            | Subbass     | 16′ |  |
| 52.            | Octavbass   | 08′ |  |
| 53.            | Cello       | 08′ |  |
| 54.            | Octave      | 04′ |  |
| 55.            | Trompete    | 08′ |  |
| 56.            | Clairon     | 04′ |  |

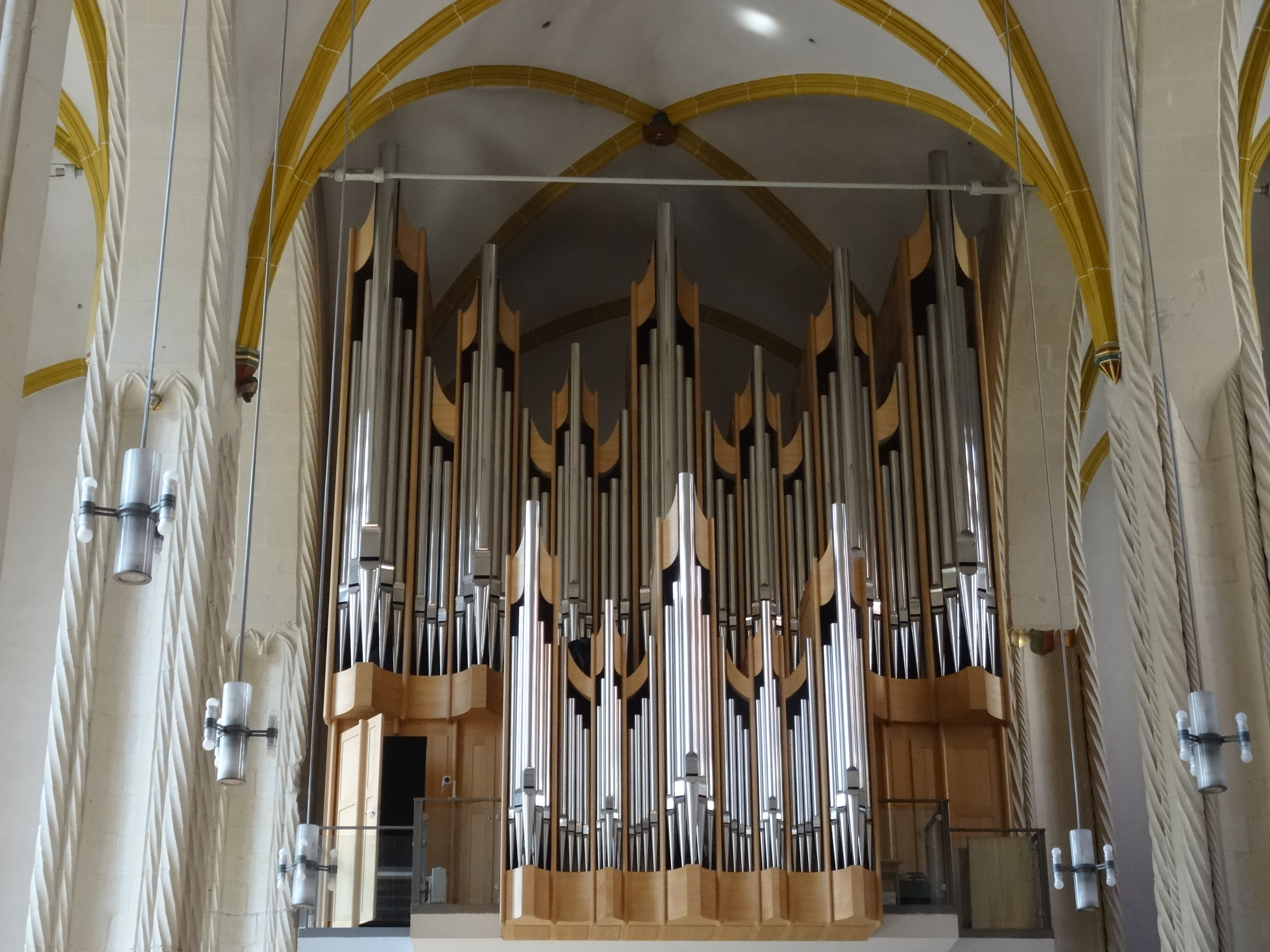
Die Eule-Orgel

- Koppeln: I/II, III/I, III/I 16′ mechanisch, III/II, III/II 16′, I/II 16′ über Koppelbarker, I/P, II/P, III/P mechanisch.
- Spielhilfen:
  - Setzeranlage mit Dezimalsystem (10000 Kombinationen, elektr. verriegelte Werke mit Speichermedium USB-Stick, System Fa. Heuss), Sequenzschaltung Vor- und rückwärts, Registercrescendo als Walze (60 Stufen, 4-fach frei programmierbar)
  - Registerfessel (als Prolongement verwendbar bzw. Schleifen ab)
  - Zungen ab
  - Koppelbarker für III. Manual (System Eule)
  - Tremulanten in Tempo und Intensität regelbar
- Nebenregister: Vox strigis (Stimme der Eule, I. Manual)

Spieltischgestaltung in Anlehnung an F. Ladegast, mit gerundeten Registerstaffeleien.
1. ↑  Prospekt.
2. 1 2 3 4  Holz.
3. ↑  Gedeckt.
4. 1 2  Teilweise im Prospekt.
5. ↑  Kopie n. Zacharias Hildebrandt (Naumburg).
6. ↑  Frz. Bauweise.
7. ↑  Metall.
8. ↑  Aufgebänkt.
9. ↑  Volle Länge.
10. ↑  Frz. Rundkehlen.
11. ↑  C–H gedeckt, ab c offen.
12. ↑  Ab C offen, Metall.
13. ↑  Frz. n. A. Cavaillé-Coll, C–Gis halbe Länge
14. ↑  Frz. n. A. Cavaillé-Coll, ab c1 doppelte Länge.
15. ↑  Frz. n. A. Cavaillé-Coll.
16. ↑  Frz. n. A. Cavaillé-Coll, lange Stiefel.
17. ↑  Frz. n. A. Cavaillé-Coll, c1 doppelte Länge.
18. ↑  18 Pfeifen C–F, ab fis in Nr. 51.
19. ↑  Holz, offen.
20. ↑  Originales Register von Friedrich Ladegast (C–d1) Holzbecher, volle Länge, belederte Messingkehlen.

### Chororgel

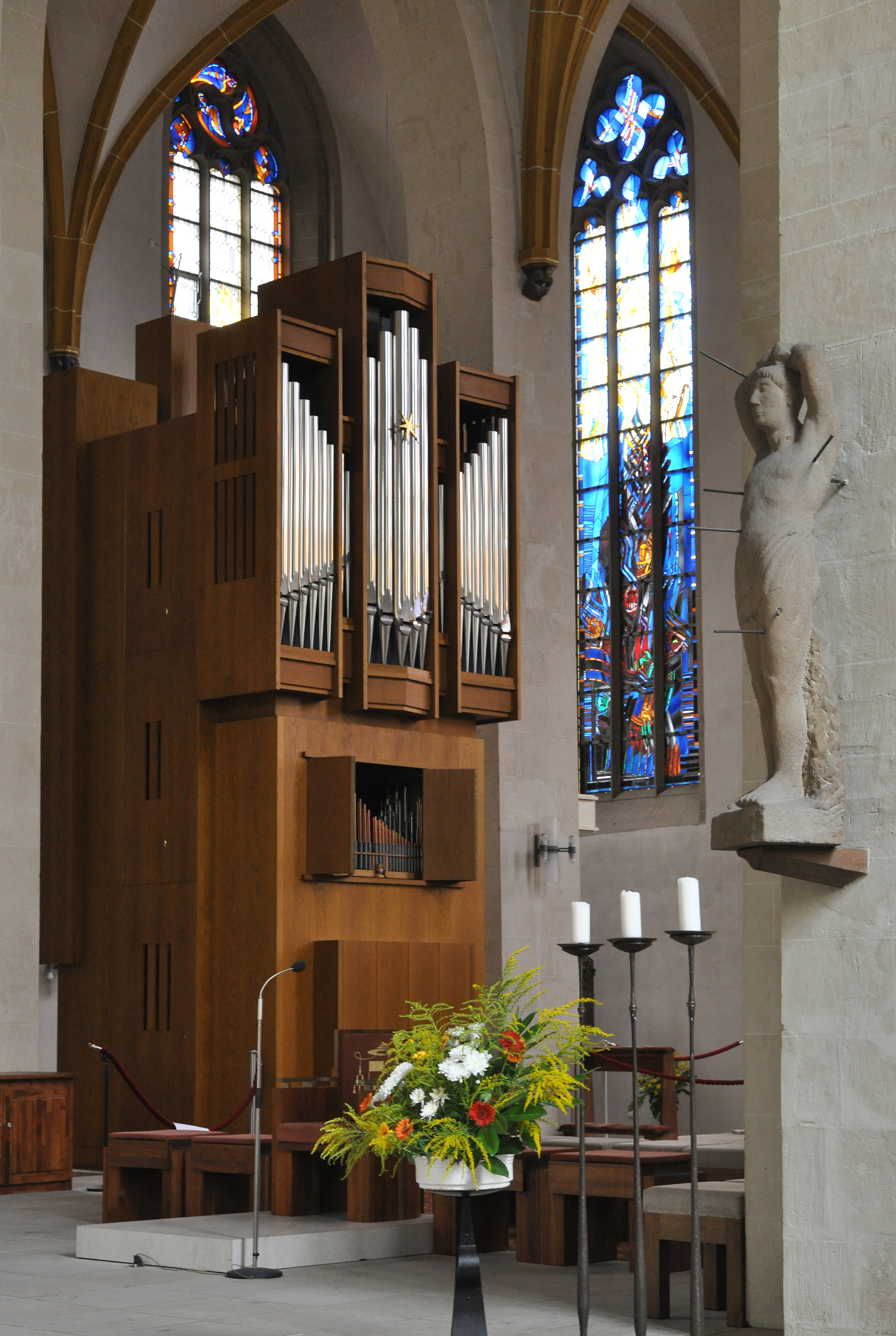
Chororgel

Weiterhin steht eine zunächst an der Westwand des nördlichen Querschiffs aufgestellte und 2004 an die Nordwand des Hohen Chores umgesetzte Chororgel in der Kirche. Diese sollte 19 Register auf zwei Manualen und Pedal bekommen. Ihr Bau wurde 1992 von der Firma A. Schuster & Sohn, Zittau begonnen, verharrte jedoch bei einem Ausbaustand von zunächst 11 und ab dem Jahr 1999 dann bei 13 Registern. Infolge des Verkaufs der verschlissenen Hauptorgel konnte der Bau der Chororgel 2001 von der Schuster-Nachfolgefirma Welde abgeschlossen werden. Bei der Umsetzung in den Chorraum ergänzte Fa. Welde das Werk durch ein an der Außenseite der Gehäuserückwand installiertes, offenes 16′-Register, sodass die Orgel mit mechanischer Spiel- und Registertraktur und einem ebenfalls von Fritz Leweke gestalteten Prospekt nun 20 Register hat. 2017 wurde die Orgel vom Unternehmen Vogtländischer Orgelbau Thomas Wolf gereinigt und neu intoniert, dabei erfolgte eine neue Temperierung nach Neidhardt.
| I Hauptwerk C–g3 |              |      |         |
| 01.              | Bordun       | 16′  |         |
| 02.              | Principal    | 08′0 | [ B 1 ] |
| 03.              | Rohrgedeckt0 | 08′  |         |
| 04.              | Octave       | 04′  |         |
| 05.              | Waldflöte    | 02′  |         |
| 06.              | Mixtur       | 02′  |         |
| 07.              | Trompete     | 08′  |         |
|                  | Tremulant    |      |         |

| II Brustwerk C–g3 |            |        |         |
| 08.               | Gedackt    | 08′    |         |
| 09.               | Rohrflöte  | 04′    |         |
| 10.               | Nasard     | 2 ⁄3′  |         |
| 11.               | Prinzipal  | 02’    |         |
| 12.               | Terz       | 1 3⁄5′ |         |
| 13.               | Octave     | 01′    |         |
| 14.               | Krummhorn0 | 08′    | [ B 1 ] |
|                   | Tremulant  |        |         |

| Pedalwerk C–f1 |                 |      |         |
| 15.            | Violon          | 16′0 | [ B 2 ] |
| 16.            | Subbaß          | 16′  |         |
| 17.            | Spitzprinzipal0 | 08′  |         |
| 18.            | Gedecktbaß      | 08′  | [ B 3 ] |
| 19.            | Choralbaß       | 04′  |         |
| 20.            | Posaune         | 16′  | [ B 4 ] |

- Koppeln: HW/Ped, BW/Ped, BW/HW (alle als Zug und Tritt).
- Nebenregister: Zimbelstern
- Temperatur nach Neidhardt „kleine Stadt“ (2017)

1. 1 2  Prospekt.
2. ↑  als Rückprospekt
3. ↑  urspr. war Rohrpommer 4′ vorgesehen.
4. ↑  volle Länge, C-H neue Becher aus Fichte (2004).

Seit dem Jahr 2018 steht in der Kirche als drittes Instrument eine Truhenorgel des Orgelbauers Johannes Kircher aus Heidelberg mit fünf Registern. Das Instrument ist transponierbar von 415 Hz über 440 Hz bis 465 Hz.
Kantor und Organist ist seit dem Jahr 2000 der Kathedralmusiker Matthias Mück.

## Geläut
Im Südturm hängt ein vierstimmiges Geläut aus Stahlglocken des Bochumer Vereins von 1955. Die Schlagtöne sind: a0–c1–d1–f1. Die größte Glocke wiegt 2,8 Tonnen und hat einen Durchmesser von 1,98 Meter.

## Bischöfe, Kleriker und Pfarreistruktur
Seit der Neuerrichtung des Bistums Magdeburg im Jahre 1994 war die Kathedrale St. Sebastian Sitz des 2005 emeritierten Bischofs Leo Nowak und seit 2005 des Bischofs Gerhard Feige. Vorstand der Gemeinde und des Gemeindeverbunds Magdeburg-Mitte war Propst Josef Kuschel, Domkapitular, unterstützt durch die Subsidiare (Kooperatoren) sowie durch einen Diakon.
Am 2. Mai 2010 wurde die Kathedralpfarrei St. Sebastian aus dem am 1. April 2006 gegründeten Gemeindeverbund Magdeburg Mitte errichtet. Zugleich wurden die bestehenden Pfarreien Propstei St. Sebastian, Pfarrei St. Norbert, Magdeburg-Buckau, Pfarrei St. Adalbert, Magdeburg-Reform und Pfarrei St. Johannes Baptist, Magdeburg-Südost aufgelöst und als Teilgemeinden in die neue Pfarrei integriert. Am 1. August 2010 wurde die Leitung der Pfarrei dem Dompropst Reinhold Pfafferodt übertragen. Seit dem 1. September 2020 versieht Daniel Rudloff den Dienst des Kathedralpfarrers. Auch die St.-Marienstift-Kapelle gehört heute zu dieser Pfarrei.